# Kuchiki-Daoshi
Kuchiki-Daoshi (faire tomber l'arbre mort) est une technique de projection vers l'arrière du judo. C'est une technique de bras (Te-Waza).

## Exécution
Tori doit appliquer un déséquilibre vers l'arrière de l'épaule de Uke. Il doit aller pousser le bras ou tirer la manche vers ce côté et ramasser la jambe, puis la tirer vers lui. 

## Points-clé
- Les mouvements doivent être simultanés.
- Le déséquilibre survient presque en même temps que le bras est poussé.
- Pour plus d'efficacité, Tori peut soulever la jambe.

## Contres«http://www.judoenlignes.com/entree.html»(Archive.org•Wikiwix•Archive.is•Google•Que faire?)
- Tomoe-Nage
- Harai-Goshi
- Tai-Otoshi

## Enchaînements«http://www.judoenlignes.com/entree.html»(Archive.org•Wikiwix•Archive.is•Google•Que faire?)
- De-Ashi-Barai
- O-Uchi-Gari
- Ko-Uchi-Gari
- Sukui-Nage
- Tani-Otoshi
- Waki-Otoshi